# 埃尔塞
埃尔塞，是西班牙拉里奥哈自治区的一个市镇。总面积17平方公里，总人口398人（2001年），人口密度23人/平方公里。